# Лина (Илиноис)
Лина (енгл. Lena) град је у америчкој савезној држави Илиноис.

## Демографија
По попису из 2010. године број становника је 2.912, што је 25 (0,9%) становника више него 2000. године.
| Група             | 2000.         | 2010.         |
| Белци             | 2.832 (98,1%) | 2.837 (97,4%) |
| Афроамериканци    | 6 (0,2%)      | 4 (0,1%)      |
| Азијати           | 3 (0,1%)      | 6 (0,2%)      |
| Хиспаноамериканци | 33 (1,1%)     | 37 (1,3%)     |
| Укупно            | 2.887         | 2.912         |